# Gustav Könnecke (Agrarwissenschaftler)

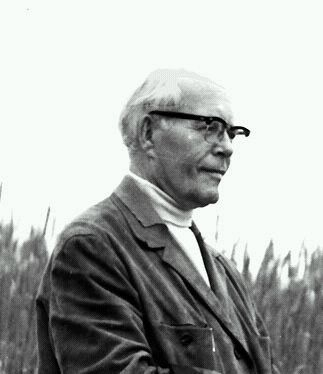
Gustav Könnecke

Gustav Könnecke (* 30. Juni 1908 in Luckenwalde; † 17. Oktober 1992 in Holzweißig bei Bitterfeld) war ein deutscher Acker- und Pflanzenbauwissenschaftler. Er hat seit 1951 über zwei Jahrzehnte die Entwicklung der agrarwissenschaftlichen Forschung an der Martin-Luther-Universität Halle-Wittenberg entscheidend geprägt. Er gilt als Nestor der Fruchtfolgeforschung in Deutschland.

## Leben und Wirken
Gustav Könnecke, Sohn eines Reichsbahnamtmannes, studierte seit 1929 an der Landwirtschaftlichen Hochschule Berlin, wechselte 1931 an die Universität Halle (Saale) und promovierte dort 1935 mit der Dissertation Untersuchungen über das sogenannte Sichsetzen des Bodens. Unter der Ägide seines Doktorvaters Theodor Roemer leitete er von 1935 bis 1943 den Versuchsring Köthen.
Nach 1945 war Könnecke in der Arbeitsgemeinschaft der Versuchsgüter der Universität Halle verantwortlicher Leiter für das landwirtschaftliche Versuchswesen und gleichzeitig als wissenschaftlicher Assistent am Institut für Pflanzenbau tätig. 1951 habilitierte er in Halle mit der Schrift Ertragssteigerung und Erhaltung der Bodenfruchtbarkeit durch Umstellung von Fruchtfolgen. Im gleichen Jahr wurde er als Nachfolger Theodor Roemers zum Professor und Direktor des Instituts für Acker- und Pflanzenbau an der Universität Halle (Saale) ernannt. Hier wirkte er bis zum Jahre 1973.
Könnecke hat in Köthen und nach 1945 auf den Universitätsgütern Noitzsch, Merbitz, Etzdorf, Mößlitz und Bärenrode eine Vielzahl von Bodenbearbeitungs-, Düngungs- und Sortenversuchen angelegt. Im Mittelpunkt seiner Forschungstätigkeit standen jedoch Untersuchungen über die Fruchtfolgewirkungen. Die aus den Ergebnissen seiner Dauerversuche gewonnenen Erkenntnisse gaben der Fruchfolgeforschung im In- und Ausland nachhaltige Impulse und beeinflussten auch die Fruchtfolgegestaltung in der landwirtschaftlichen Praxis. Könnecke war über viele Jahre Vorsitzender der „Arbeitsgemeinschaft Fruchtfolgen“ der Akademie der Landwirtschaftswissenschaften der DDR. Sein Buch Fruchtfolgen (1967) wurde in mehrere Sprachen übersetzt und gehört zu den „klassischen Werken“ auf dem Gebiet des Acker- und Pflanzenbaus. 
Als ein beachtenswertes Dokument zur Geschichte der Pflanzenbauwissenschaft gilt Könneckes 1952 publizierter Beitrag Theodor Roemer und das Institut für Acker- und Pflanzenbau der Universität Halle. Gemeinsam mit Hans Stubbe hat Könnecke von 1952 bis 1971 das „Kühn-Archiv“ herausgegeben.

## Ehrungen
- 1960: Verdienstmedaille der DDR
- 1964: Vaterländischen Verdienstorden in Bronze
- 1972: Ehrendoktorwürde des Georgikons in Keszthely (Ungarn)
- 1983: Theodor-Brinkmann-Preis[1]

## Wichtigste Veröffentlichungen
- Untersuchungen über das sogenannte Sichsetzen des Bodens. Naturwiss. Diss. Univ. Halle (Saale) 1935. - Zugl. in: Kühn-Archiv Bd. 39, 1935, S. 294–322.
- Ertragssteigerung und Erhaltung der Bodenfruchtbarkeit durch Umstellung von Fruchtfolgen. Habil.-Schr. Landw. Fak. Univ. Halle (Saale) 1951. - Zugl. in: Kühn-Archiv Bd. 64, 1951, S. 107–224.
- Theodor Roemer und das Institut für Acker- und Pflanzenbau der Universität Halle. In: 450 Jahre Martin-Luther-Universität Halle-Wittenberg Bd. 3: Halle-Wittenberg 1945–1952. Halle  (Saale) 1952, S. 183–191.
- Forschungsaufgaben und Feldversuche 1956-1961 des Instituts für Acker- und Pflanzenbau der Martin-Luther-Universität Halle-Wittenberg. Herausgegeben von G. Könnecke. Halle (Saale) 1963.
- Fruchtfolgen. VEB Deutscher Landwirtschaftsverlag Berlin 1967; zweite, unveränderte Auflage ebd. 1967.
- Forschungsaufgaben und Feldversuche 1962-1968 des Instituts für Acker- und Pflanzenbau der Martin-Luther-Universität Halle-Wittenberg. Herausgegeben von G. Könnecke. Halle (Saale) 1968.
- Beiträge zu den wissenschaftlichen Grundlagen der sozialistischen Intensivierung und komplexen Rationalisierung in der Pflanzenproduktion. Zum 25. Gründungstag der Landwirtschaftlichen Fakultät an der Universität Halle 1947–1972. Redaktionell bearbeitet und herausgegeben von G. Könnecke und H. Howitz. Halle (Saale) 1972.